# Persone di nome Giovanni/Arcivescovi cattolici
| Questa pagina contiene informazioni ricavate automaticamente dalle voci biografiche con l'ausilio del template Bio e di un bot. L'aggiornamento è periodico e automatico e ricostruisce completamente la pagina. Se manca una persona in questa lista, sei pregato di non aggiungerla, ma accertati piuttosto che la sua voce biografica contenga il template Bio e che i dati anagrafici siano correttamente compilati. Se il template Bio manca, inseriscilo tu stesso o, in alternativa, metti l'avviso {{tmp\|Bio}} che ne segnala la mancanza. Se i dati riportati sono sbagliati, correggi direttamente la voce biografica; le modifiche saranno visibili in questa lista entro pochi giorni. Per chiarimenti vedi il progetto antroponimi. La lista contiene solo le 89 persone che sono citate nell'enciclopedia e per le quali è stato implementato correttamente il template Bio. Pagina aggiornata al 22 giu 2025. |

Questa è una lista di persone presenti nell'enciclopedia che hanno il nome Giovanni e sono arcivescovi cattolici.

## A(3)
- Giovanni Accolla, arcivescovo cattolico italiano (Siracusa, n. 1951)
- Giovanni Battista Agucchi, arcivescovo cattolico e scrittore italiano (Bologna, n. 1570 - San Salvatore, † 1632)
- Giovanni Battista Anguisciola, arcivescovo cattolico e diplomatico italiano (Piacenza, n. 1643 - † 1707)

## B(11)
- Giovanni Cristoforo Battelli, arcivescovo cattolico e letterato italiano (Sassocorvaro, n. 1658 - Roma, † 1725)
- Giovanni Paolo Benotto, arcivescovo cattolico italiano (Pisa, n. 1949)
- Giovanni Maria Benzon, arcivescovo cattolico italiano (Venezia, n. 1670 - Roma, † 1757)
- Giovanni Maria Berengo, arcivescovo cattolico italiano (Venezia, n. 1820 - Udine, † 1896)
- Giovanni Bergese, arcivescovo cattolico italiano (Savigliano, n. 1935 - Pouso Alegre, † 1996)
- Giovanni Enrico Boccella, arcivescovo cattolico italiano (Castelfranci, n. 1912 - Roma, † 1992)
- Giovanni Francesco Bordini, arcivescovo cattolico italiano (Roma, n. 1536 - Avignone, † 1609)
- Giovanni Battista Bosio, arcivescovo cattolico italiano (Concesio, n. 1892 - Chieti, † 1967)
- Giovanni Carlo Bovio, arcivescovo cattolico italiano (Brindisi, n. 1522 - Ostuni, † 1570)
- Giovanni Maria Bua, arcivescovo cattolico italiano (Oschiri, n. 1773 - Nuoro, † 1840)
- Giovanni Burgio, arcivescovo cattolico, medico e politico italiano (Caltagirone - Palermo, † 1469)

## C(8)
- Giovanni Beda Cardinale, arcivescovo cattolico e diplomatico italiano (Genova, n. 1869 - Genova, † 1933)
- Giovanni Matteo Cariofilo, arcivescovo cattolico, traduttore e umanista greco (La Canea, n. 1565 - Roma, † 1633)
- Giovanni Carsana, arcivescovo cattolico dalmata (Zara, n. 1718 - Zara, † 1800)
- Giovanni Giacomo Castiglioni, arcivescovo cattolico italiano (Milano - Roma, † 1513)
- Giovanni Cazzani, arcivescovo cattolico italiano (Samperone, n. 1867 - Cremona, † 1952)
- Giovanni Checchinato, arcivescovo cattolico italiano (Latina, n. 1957)
- Giovanni Compesio, arcivescovo cattolico italiano (Compeys - Moûtiers, † 1492)
- Giovanni Costantini, arcivescovo cattolico italiano (Zoppola, n. 1880 - Roma, † 1956)

## D(11)
- Giovanni Dacre, arcivescovo cattolico italiano (Udine - Treviso, † 1485)
- Giovanni Pietro Dal Toso, arcivescovo cattolico italiano (Vicenza, n. 1964)
- Gianni Danzi, arcivescovo cattolico italiano (Viggiù, n. 1940 - Barasso, † 2007)
- Giovanni De Andrea, arcivescovo cattolico italiano (Rivarolo Canavese, n. 1928 - Roma, † 2012)
- Giovanni de' Diotisalvi, arcivescovo cattolico italiano (Firenze - Roma, † 1473)
- Giovanni Battista da Dovara, arcivescovo cattolico italiano (Isola Dovarese, n. 1590 - Reggio Emilia, † 1659)
- Giovanni d'Aragona, arcivescovo cattolico spagnolo (Tarragona, n. 1304 - El Pobo, † 1334)
- Giovanni de Torres, arcivescovo cattolico e diplomatico italiano (Roma, n. 1605 - Salerno, † 1662)
- Giovanni Francesco della Rovere, arcivescovo cattolico italiano (Vinovo, n. 1492 - Torino, † 1517)
- Giovanni Dellepiane, arcivescovo cattolico italiano (Montelungo di Bavari, n. 1889 - Vienna, † 1961)
- Giovanni di Courtenay, arcivescovo cattolico francese († 1270)

## F(4)
- Giovanni Fallani, arcivescovo cattolico italiano (Roma, n. 1910 - Roma, † 1985)
- Giovanni Battista Ferrero, arcivescovo cattolico italiano (Pinerolo - Torino, † 1627)
- Giovanni Ferro, arcivescovo cattolico italiano (Costigliole d'Asti, n. 1901 - Reggio Calabria, † 1992)
- Giovanni Ferrofino, arcivescovo cattolico italiano (Alessandria, n. 1912 - † 2010)

## G(7)
- Giovanni Gabrielli, arcivescovo cattolico italiano († 1400)
- Giovanni Gamberoni, arcivescovo cattolico italiano (Comerio, n. 1868 - Vercelli, † 1929)
- Giovanni da Pian del Carpine, arcivescovo cattolico italiano (Pian del Carpine - Antivari, † 1252)
- Giovanni Magno, arcivescovo cattolico, teologo e storico svedese (Linköping, n. 1488 - Roma, † 1544)
- Giovanni Carlo Vincenzo Giovio, arcivescovo cattolico italiano (Perugia, n. 1729 - Roma, † 1793)
- Giovanni Nepomuceno Glavina, arcivescovo cattolico sloveno (Sant'Antonio in Bosco, n. 1828 - Trieste, † 1899)
- Giovanni Girolamo Gradenigo, arcivescovo cattolico italiano (Venezia, n. 1708 - Udine, † 1786)

## I(1)
- Giovanni Intini, arcivescovo cattolico italiano (Gioia del Colle, n. 1965)

## J(1)
- Giovanni Jacono, arcivescovo cattolico italiano (Ragusa, n. 1873 - Ragusa, † 1957)

## L(1)
- Giovanni Lercari, arcivescovo cattolico italiano (Taggia, n. 1722 - Genova, † 1802)

## M(7)
- Giovanni Domenico Mansi, arcivescovo cattolico, teologo e storico italiano (Lucca, n. 1692 - Lucca, † 1769)
- Giovanni Marchetti, arcivescovo cattolico italiano (Empoli, n. 1753 - Empoli, † 1829)
- Giovanni Battista Marenco, arcivescovo cattolico italiano (Ovada, n. 1853 - Torino, † 1921)
- Giovanni Marra, arcivescovo cattolico italiano (Cinquefrondi, n. 1931 - Roma, † 2018)
- Giovanni Minotto Ottoboni, arcivescovo cattolico italiano (Venezia, n. 1675 - Padova, † 1742)
- Giovanni Vincenzo Monforte, arcivescovo cattolico italiano (Sorrento, n. 1733 - Napoli, † 1802)
- Giovanni Muzi, arcivescovo cattolico italiano (Roma, n. 1772 - Spoleto, † 1849)

## N(2)
- Giovanni Battista Naselli, arcivescovo cattolico italiano (Napoli, n. 1786 - Palermo, † 1870)
- Giovanni Tommaso Neuschel, arcivescovo cattolico ungherese (Várallya, n. 1780 - Verona, † 1863)

## O(1)
- Giovanni Oliva, arcivescovo cattolico italiano (Perugia - Chieti, † 1577)

## P(10)
- Giovanni Cesare Pagazzi, arcivescovo cattolico e teologo italiano (Crema, n. 1965)
- Giovanni Bonifacio Panella, arcivescovo cattolico italiano (Napoli - Muro Lucano, † 1417)
- Giovanni Battista Paolucci, arcivescovo cattolico italiano (Saltara, n. 1833 - Viterbo, † 1892)
- Giovanni Battista Parretti, arcivescovo cattolico italiano (Castello di Signa, n. 1779 - Pisa, † 1851)
- Giovanni Paternò, arcivescovo cattolico italiano (Catania - Palermo, † 1511)
- Giovanni Carmine Pellerano, arcivescovo cattolico italiano (Mazzarino, n. 1702 - Mdina, † 1783)
- Giovanni Peragine, arcivescovo cattolico italiano (Altamura, n. 1965)
- Giovanni Battista Peruzzo, arcivescovo cattolico italiano (Molare, n. 1878 - Le Rocche di Molare, † 1963)
- Giovanni Battista Petrucci, arcivescovo cattolico italiano (Napoli - Caserta, † 1514)
- Giovanni Pierallini, arcivescovo cattolico italiano (Prato, n. 1817 - Siena, † 1888)

## Q(1)
- Giovanni Querini, arcivescovo cattolico italiano (Venezia)

## R(8)
- Giovanni Ricchiuti, arcivescovo cattolico italiano (Bisceglie, n. 1948)
- Giovanni Battista Rinuccini, arcivescovo cattolico e diplomatico italiano (Firenze, n. 1592 - Fermo, † 1653)
- Giovanni Battista Rivellini, arcivescovo cattolico italiano (Vitulano, n. 1732 - Brindisi, † 1795)
- Giovanni Rizzo, arcivescovo cattolico italiano (Montedoro, n. 1890 - Rossano, † 1980)
- Giovanni Roano e Corrionero, arcivescovo cattolico spagnolo (Villares, n. 1618 - † 1703)
- Giovanni Robobello, arcivescovo cattolico italiano († 1503)
- Giovanni Battista Rosa, arcivescovo cattolico italiano (Sermide, n. 1867 - Perugia, † 1942)
- Giovanni Ruffo de Theodoli, arcivescovo cattolico italiano († 1527)

## S(7)
- Giovanni Maria Sartori, arcivescovo cattolico italiano (Vicenza, n. 1925 - Innsbruck, † 1998)
- Giovanni Battista Scapinelli di Leguigno, arcivescovo cattolico e nobile italiano (Verolanuova, n. 1908 - † 1971)
- Giovanni Scarlatti, arcivescovo cattolico italiano (Pisa - † 1362)
- Giovanni Severini, arcivescovo cattolico italiano († 1622)
- Giovanni Sismondo, arcivescovo cattolico italiano (Brusasco, n. 1879 - Torino, † 1957)
- Giovanni Spilla, arcivescovo cattolico spagnolo (Deba - Acerenza, † 1619)
- Giovanni Battista Stella, arcivescovo cattolico italiano (Modugno, n. 1660 - Taranto, † 1725)

## T(3)
- Giovanni Tani, arcivescovo cattolico italiano (Sogliano al Rubicone, n. 1947)
- Giovanni Tonucci, arcivescovo cattolico italiano (Fano, n. 1941)
- Giovanni Trulles de Myra, arcivescovo cattolico spagnolo (Barcellona - Matera, † 1600)

## V(3)
- Giovanni Visconti, arcivescovo cattolico italiano (Milano - Milano, † 1354)
- Giovanni III Visconti, arcivescovo cattolico italiano (Milano - Milano, † 1453)
- Giovanni Volpi, arcivescovo cattolico e saggista italiano (Lucca, n. 1860 - Roma, † 1931)